# Comuni del Davao
I comuni del Davao sono 49; per ciascuno è indicato il numero di abitanti risultante dal censimento del 2015.

## Provincia di Compostela Valley
| Mappa | Comune     | Popolazione |
| ----- | ---------- | ----------- |
|       | Compostela | 87 474      |
|       | Laak       | 73 874      |
|       | Mabini     | 41 102      |
|       | Maco       | 81 277      |
|       | Maragusan  | 60 842      |
|       | Mawab      | 37 065      |
|       | Monkayo    | 94 908      |
|       | Montevista | 43 706      |
|       | Nabunturan | 82 234      |
|       | New Bataan | 47 726      |
|       | Pantukan   | 85 899      |

## Provincia di Davao del Norte
| Mappa | Comune            | Popolazione |
| ----- | ----------------- | ----------- |
|       | Asuncion          | 59 322      |
|       | Braulio E. Dujali | 30 104      |
|       | Carmen            | 74 679      |
|       | Kapalong          | 76 334      |
|       | New Corella       | 54 844      |
|       | Panabo            | 184 599     |
|       | Samal             | 104 123     |
|       | San Isidro        | 26 651      |
|       | Santo Tomas       | 118 750     |
|       | Tagum             | 259 444     |
|       | Talaingod         | 27 482      |

## Provincia di Davao del Sur
| Mappa | Comune     | Popolazione |
| ----- | ---------- | ----------- |
|       | Bansalan   | 60 440      |
|       | Davao      | 1 632 991   |
|       | Digos      | 169 393     |
|       | Hagonoy    | 53 309      |
|       | Kiblawan   | 48 897      |
|       | Magsaysay  | 53 876      |
|       | Malalag    | 38 731      |
|       | Matanao    | 56 755      |
|       | Padada     | 26 587      |
|       | Santa Cruz | 90 987      |
|       | Sulop      | 33 613      |

## Provincia del Davao Occidental
| Mappa | Comune           | Popolazione |
| ----- | ---------------- | ----------- |
|       | Don Marcelino    | 44 554      |
|       | Jose Abad Santos | 76 332      |
|       | Malita           | 117 746     |
|       | Santa Maria      | 53 671      |
|       | Sarangani        | 24 039      |

## Provincia di Davao Oriental
| Mappa | Comune            | Popolazione |
| ----- | ----------------- | ----------- |
|       | Baganga           | 56 241      |
|       | Banaybanay        | 41 117      |
|       | Boston            | 13 535      |
|       | Caraga            | 40 379      |
|       | Cateel            | 40 704      |
|       | Governor Generoso | 55 109      |
|       | Lupon             | 65 785      |
|       | Manay             | 42 690      |
|       | Mati              | 141 141     |
|       | San Isidro        | 36 032      |
|       | Tarragona         | 26 225      |